# Legio IV Macedonica
La Legio IV Macedonica (Cuarta legión «macedónica») fue una legión romana, creada por Julio César en el año 48 a. C.

## Los orígenes de la Legión (48-23a.C.)
La unidad fue reclutada en 48 a. C. por Julio César con reclutas itálicos para salir en persecución de Pompeyo, que, ante el fulgurante avance de César, había embarcado rumbo a Grecia durante la guerra civil.
Las primeras batallas de esta legión tuvieron lugar en Dirraquium (la actual Durres, Albania) y en la Pharsalos, en la que César derrotó a Pompeyo. Posteriormente fue estacionada en la provincia romana de Macedonia, de donde procede su sobrenombre, con vistas a participar en la proyectada expedición de César contra los partos. Su emblema fue el Toro, símbolo de casi todas las legiones de César, y también utilizó como subdivisa el Capricornio.
La Legio IV tomó parte siempre por el hijo adoptivo de Julio César, Octavio, primero contra los asesinos de su padre en la batalla de Filipos en el 42 a. C. y más tarde contra Marco Antonio en la batalla naval de Actium en el 31 a. C.

## Hispania (23a.C.-43d.C.)
Octavio, ahora Augusto, envió la legión a Hispania Tarraconensis en 20 a. C.-15 a. C. a las órdenes de su yerno Marco Vipsanio Agripa, con el fin de intervenir en la parte final de la campaña contra los cántabros. Fue acantonada en Pisoraca (Herrera de Pisuerga, Palencia) durante la década de 20 a. C., donde permaneció más de cincuenta años.
En el entorno de su base, la unidad dispuso de una serie de praderas o prata legionis, marcadas por termini augustalis, en las zonas limítrofes con el territorium de las ciudades de Juliobriga (Retortillo, Reinosa, Cantabria) y Segisamo (Sasamón, Burgos).
También dispuso de un alfarero propio, Lucius Terentius, quien se dedicó a fabricar cerámica de tipo aretina para surtir a sus legionarios. También destacan los abundantes hallazgos de objetos de vidrio, fundamentalmente copas y frascos, encontrados durante las excavaciones de Pisoraca.
La unidad, asimismo, colaboró en la construcción y mantenimiento de la vía que comunicaba su base con Portus Victoriae Iuliobriguensium (Santander o Santoña, en Cantabria), en la construcción de la vía de las Cinco Villas entre Caesar Augusta (Zaragoza) y Pompaelo (Pamplona), y en la edificación del puente de Martorell (Barcelona) en la Vía Augusta, que conducía hacia Italia a través de la Gallia Narbonensis. También colaboró en la monumentalización de la Colonia Clunia Sulpicia y en la construcción de la presa de Muel.
Entre 16 a. C. y 13 a. C., veteranos de esta legión fueron instalados en Caesar Agusta, junto con otros de la Legio X Gemina y de la Legio VI Victrix, ayudando los soldados en activo a levantar el puerto fluvial, el foro y las murallas de la nueva colonia.
La Legio IV Macedónica fue trasladada desde Pisoraca (Herrera de Pisuerga, Palencia) a partir de 43 d. C. hacia Germania.

## Germania (43-70)
En el año 43, bajo el reinado de Calígula, la legión fue desplazada al distrito militar de Germania Superior para reemplazar a la Legio XIV Gemina en la guarnición de Mogontiacum, Maguncia (Alemania), con la intención de colaborar en la nunca realizada expedición contra los germanos propuesta por este demente emperador.

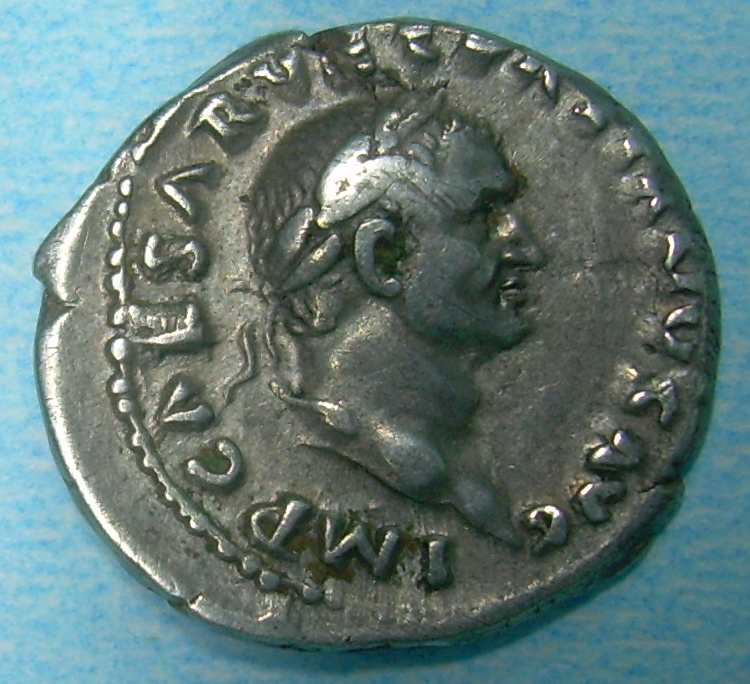
Denario de Vespasiano, emperador que decidió la disolución de la Legio IV Macedonica por su equívoco comportamiento durante la crisis de 69-70.

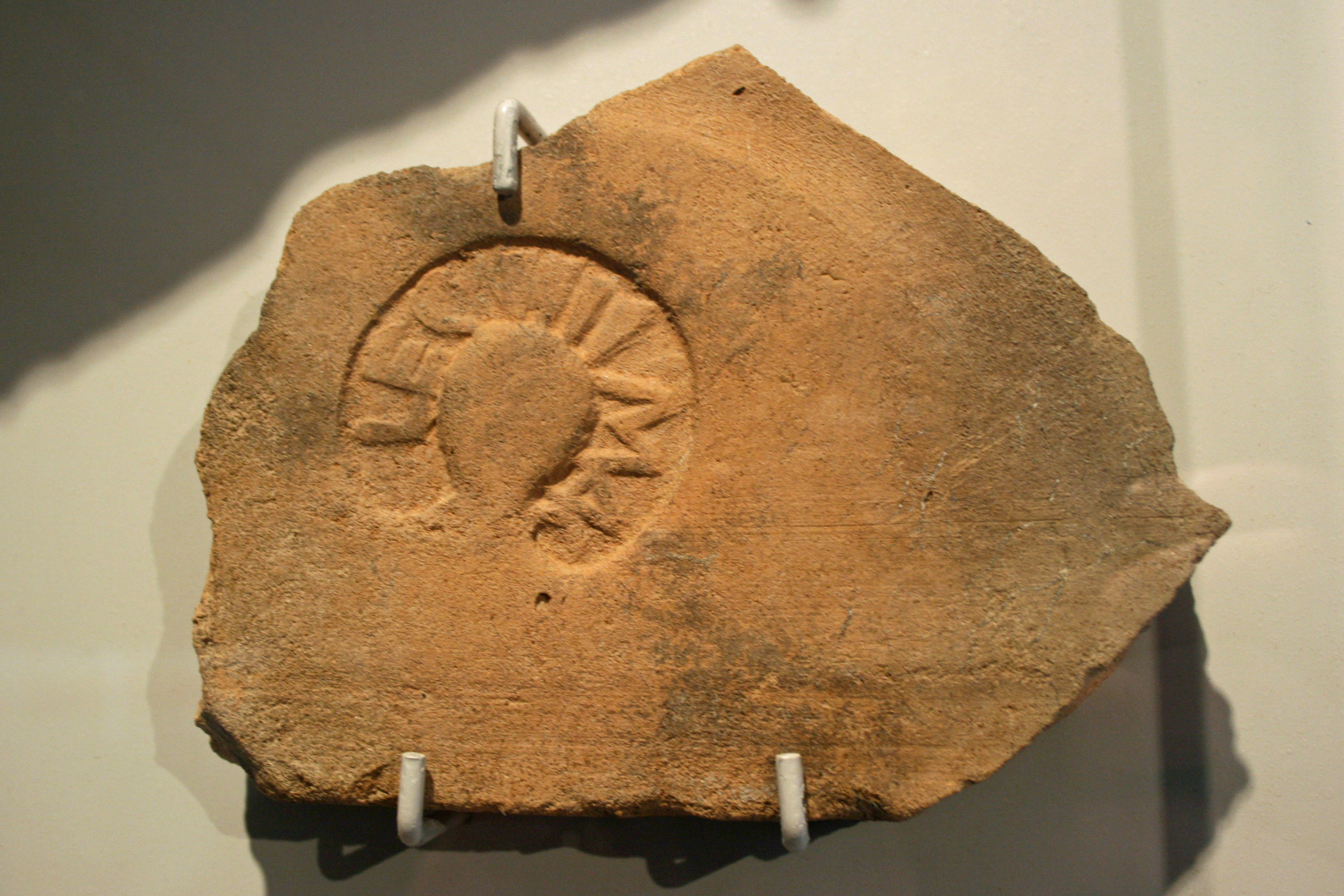
Estampilla LEG(io) IIII MAC(edonica) en el fondo de un cuenco de cerámica común procedente de Germania, lo que indica la existencia de un alfar propio en su base de Mogontiacum, destinado a abastecer las necesidades de vasijas comunes de la unidad

Junto con la XXII Primigenia, la legión apoyó a Vitelio, gobernador de la Germania Inferior, en el año de los cuatro emperadores (69). Al marchar Vitelio hacia Italia, una vexillatio de la unidad se integró en su ejército y colaboró en la derrota del rival de Vitelio Marco Salvio Otón en la primera batalla de Bedriacum, cerca de Cremona (Italia). Posteriormente, este destacamento, fue vencido por los partidarios de Vespasiano en la segunda batalla de Bedriacum, donde perdió una de sus catapultas, conservándose su frontal de bronce.
Durante el breve periodo en que Vitelio fue emperador, algunos de sus hombres fueron llevados a Roma e integradas en su Guardia Pretoriana, ya que este emperador disolvió la que había heredado de Nerón, Galba y Otón.
Las cohortes de la unidad que habían permanecido en Mogontiacum, durante la revuelta bátava de 69-70, lucharon a la desesperada contra el rebelde Iulius Civilis, pero terminaron por rendirse y jurar lealtad al Imperio Gálico.
Cuando Quinto Petilio Cerial, enviado por Vespasiano a resolver la situación, se presentó en Germania, los legionarios de la IV volvieron a jurar lealtad a Roma, ayudando a vencer la sublevación bátava; sin embargo, esta acción y la palabra de Cerial no fueron suficientes para que Vespasiano confiara en sus hombres, por lo cual fue disuelta en 70 y algunos de sus soldados fueron encuadrados en la nueva Legio IV Flavia Felix. Según ciertos autores, grupos de soldados licenciados de la legión, que estaban organizados en cohortes y alae, podrían haberse asentado en la colonia de Flaviobriga. Estas cohortes y alae estarían compuestas por antiguos grupos tribales del norte de la Península, integrados en la legión tras las guerras cántabras.